# Bruce Johnstone
William Bruce Gordon Johnstone, más conocido como Bruce Johnstone, (Durban, 30 de enero de 1937-Ciudad del Cabo, 3 de marzo de 2022) fue un piloto de automovilismo sudafricano. Compitió en una carrera de Fórmula 1 en la temporada 1962.

## Carrera profesional
Corrió autos de turismo en un Volvo a fines de la década de 1950 y cambió a los monoplazas en 1960. En Sudáfrica se convirtió en un conocido piloto de carreras cuando terminó sexto en el Gran Premio de Sudáfrica de Fórmula Libre. El piloto del Gran Premio de Bélgica Paul Frère ganó la carrera. En 1961 terminó segundo en la general detrás de Syd van der Vyver en el campeonato de monoplazas de Sudáfrica. Este éxito le valió un contrato de trabajo con el Yeoman Credit Racing Team de Reg Parnell. La asociación no estaba bajo una estrella de la suerte. Johnstone tuvo un accidente tanto en el Gran Premio de Natal como durante los entrenamientos para el Gran Premio de Sudáfrica.
En 1962 llegó a Europa. Junto con Peter Ashdown, ganó la clase de hasta 1,5 litros en la carrera de 1000 km de Nürburgring en un Lotus 23. Pilotó un BRM de fábrica. en la Copa de Oro de Oulton Park y terminó noveno en el Gran Premio de Sudáfrica a finales de año con el BRM P48.
Aunque fue un piloto talentoso que ganó las 9 Horas de Kyalami en diciembre de 1962 con David Piper en un Ferrari 250 GTO, se retiró en la primavera de 1963.
Murió el 3 de marzo de 2022.

## Resultados

### Fórmula 1
(Clave) (negrita indica pole position) (cursiva indica vuelta rápida)

| Año     | Escudería       | 1   | 2   | 3   | 4   | 5   | 6   | 7   | 8   | 9     | Pos. | Puntos |
| ------- | --------------- | --- | --- | --- | --- | --- | --- | --- | --- | ----- | ---- | ------ |
| 1962    | Bruce Johnstone | NED | MON | BEL | FRA | GBR | GER | ITA | USA | RSA 9 | NC   | 0      |
| Fuente: |                 |     |     |     |     |     |     |     |     |       |      |        |